# 高橋健二 (ドイツ文学者)
高橋 健二（たかはし けんじ、1902年9月18日 - 1998年3月2日）は、日本のドイツ文学者、翻訳家。中央大学名誉教授。ヘルマン・ヘッセやエーリッヒ・ケストナー作品の翻訳者として知られる。

## 人物
東京・京橋生まれ。第一高等学校在籍時代は尾崎秀実と親しかった。1925年東京帝国大学ドイツ文学科を卒業、成蹊高等学校のドイツ語教師となる。1931年ドイツに留学し、スイスでヘルマン・ヘッセに会った。ヘッセやエーリッヒ・ケストナーの翻訳・紹介につとめたほか、ゲーテやグリム兄弟やハンス・カロッサなどドイツ文学に関する著書・翻訳多数。
大日本帝国がナチスドイツと1936年に日独防共協定、1937年に日独伊防共協定、1940年に日独伊三国同盟を締結し、枢軸国を形成していくなか、高橋は大政翼賛会宣伝部長に就任し、1942年に『文学と文化 評論と随筆』、  1943年に日独文化協会からヘルマン・シエーファー共編『大独逸に関する優良日本図書短評付撰集 第1』、『戦争生活と文化』(大政翼賛会宣伝部) 、1945年には 『美しい日本への道 反省と発足』（大日本飛行協会）などを刊行し、ナチ文学紹介も行った。このような高橋の戦争協力については高田里惠子や関楠生らによって秋山六郎兵衛や石中象治などとともに近年研究されている。
1951年中央大学講師、翌年教授となり、1958年ドイツ文学紹介の業績で読売文学賞、1961年『ヘッセ研究』で東京大学より文学博士の学位を取得。1963年『ケストナー少年文学全集』により産経児童出版文化賞受賞、1968年『グリム兄弟』で芸術選奨文部大臣賞受賞、1969年日本芸術院賞受賞、1973年日本芸術院会員、中央大学を定年退職して名誉教授。1977年から1981年まで第8代日本ペンクラブ会長。1985年文化功労者。
生前テレビ朝日の『徹子の部屋』に出演し、黒柳徹子から戦争中のことを聞かれた際には、「あの時代は、あんな風でしたから、何もできませんでしたよ」と、曖昧に答え大政翼賛会文化部長の経歴などへの言及を避けた。
1998年3月2日、死去。95歳没。

## 著書
- 『シルレル』（東方出版、世界文学大綱） 1926
- 『現代演劇論』（杉本良吉共著、天人社） 1930
- 『ハイネ』（三省堂） 1931
- 『現代ドイツ文学論』（河出書房） 1940
- 『ドイツ作家論』（筑摩書房） 1941
- 『文学と文化 評論と随筆』（鮎書房） 1942
- 『大独逸に関する優良日本図書短評付撰集 第1』（ヘルマン・シエーファー共編、日独文化協会） 1943
- 『戦争生活と文化』（大政翼賛会宣伝部） 1943
- 『美しい日本への道 反省と発足』（大日本飛行協会） 1945
- 『ゲーテと女性』（都文堂書店） 1948
- 『ゲーテ』（新潮社、生ける思想叢書） 1948
- 『基礎ドイツ語』（大学書林） 1948
- 『ヘッセとゲーテ』（青磁社） 1949
- 『ゲーテの文学』（実業之日本社） 1951
- 『世界文学教室』（ポプラ社） 1953
- 『ドイツ文学散歩』（新潮社） 1954
- 『ヘッセ研究』（新潮社、ヘルマン・ヘッセ全集 別巻） 1957
- 『世界文学入門』（ポプラ社） 1965
- 『善意への郷愁 もっと光を』（華書房、ハナ・ブックス） 1966
- 『グリム兄弟』（新潮選書） 1968、のち新潮文庫 2000
- 『文芸論』（小峰書店） 1969
- 『人生論断章』（中央大学出版部） 1970
- 『作家の生き方 シュトルム カロッサ ケストナーの場合』（読売新聞社） 1972
- 『シュピーリの生涯』（彌生書房） 1972
- 『若いゲーテ 評伝』（河出書房新社） 1973
- 『ヘルマン・ヘッセ 危機の詩人』（新潮選書） 1974
- 『ヴァイマルのゲーテ』（河出書房新社） 1975
- 『さまざまの出会い』（木耳社） 1976
- 『ゲーテをめぐる女性たち』（主婦の友社、Tomo選書） 1977
- 『ヘッセ - 思い出の詩人画家』（主婦の友社、Tomo選書） 1977
- 『万華鏡 師と友と作家との出合い』（主婦の友社、Tomo選書） 1978
- 『ケストナーの生涯 ドレースデンの抵抗作家』（駸々堂出版） 1981、のち福武文庫 1992
- 『続・さまざまの出会い』（木耳社） 1983
- 『ヨーロッパ詩とメルヒェンの旅』（小学館） 1983
- 『PEN随想 ペンクラブ激動の半世紀』（東京書籍） 1984
- 『グリム兄弟物語』（偕成社） 1984
- 『グリム兄弟・童話と生涯』（小学館） 1984
- 『グリム兄弟 童話をよみがえらせた』（講談社、火の鳥伝記文庫） 1984
- 『グリム兄弟とアンデルセン』（東京書籍、東書選書） 1987、のち講談社学術文庫 2022
- 『現代作家の回想』（小学館） 1988
- 『ゲーテ相愛の詩人 マリアンネ』（岩波書店） 1990
- 『人間の生き方 ゲーテ ヘッセ ケストナーと共に』（郁文堂） 1990

## 編纂
- 『教養小説名作選』（集英社文庫） 1979
- 『話題が豊かになる本 知的なふれあい』（光文書院） 1980

## 翻訳
- 『カロッサ全集 第1 ドクトル・ビュルゲルの運命』（建設社） 1935、のち新潮文庫
- 『カロッサ全集 第5 ルーマニア日記』（建設社） 1936、のち岩波文庫
- 『ブッデンブローク一家』（トーマス・マン、河出書房） 1938
- 『美的教育論』（シラー、安倍能成共訳、岩波書店） 1938
- 『ドスコチルの女中』（エルンスト・ヴイーヒエルト、中央公論社、現代世界文学叢書） 1940、のち改題『愛すればこそ』（角川文庫）
- 『犠牲』（ビンディング、国松孝二共訳、河出書房） 1941
- 『ヒトラー・ユーゲント』（ヤーコプ・ザール、新潮社） 1941
- 『ナチス運動史』（ヤコープ・ザール、アルス、ナチス叢書） 1941
- 『青春よ、さらば』（ハウスマン、改造社） 1942
- 『子供部屋 ドイツ現代短篇傑作集』（生活社） 1943
- 『消えたズボン ドイツ少年團物語』（ウイリ・ディッスマン、三學書房） 1943
- 『瀕死の春』（ラヨシユ・ヂラヒ、新潮社） 1946、のち新潮文庫
- 『ハイネ詩集』（蒼樹社） 1948
- 『帰郷』（ハインリヒ・ハイネ、文体社） 1948
- 『こわれたかめ』（クライスト、青磁社） 1948
- 『ある女の二十四時間』（ツヴァイク、蒼樹社） 1949、のち新潮文庫
- 『告白』（シュトルム、郁文堂） 1950、のち角川文庫
- 『帰らぬ子 / トレヴィゾーの処女 / 最後の人馬』（ハイゼ、郁文堂出版） 1951
- 『空想男爵のぼうけん ミュンヒハウゼン』（牧書店） 1951
- 『輪舞』（シュニッツラー、新潮文庫） 1952
- 『花束 / ギリシァの踊子』（シュニッツラー、相良守峯共訳、新潮文庫） 1952
- 『バンビ 森の生活の物語』（フェリックス・ザルテン、岩波少年文庫） 1952
- 『哀愁のモンテカルロ』（ツヴァイク、新潮社） 1953
- 『女の一生(テレーゼ)』（シュニッツラー、新潮文庫） 1953
- 『ドイツ戦歿学生の手紙』（W・ベール, H・ベール共編、新潮社） 1953、のち岩波新書
- 『素朴文学と情感文学について』（シラー、岩波文庫） 1955
- 『愛は許しによつて』（ハウスマン、新潮社） 1955
- 『新しい鐘』（ハラルト・ブラウン、河出新書） 1955
- 『若い医者の日』（カロッサ、養徳社） 1956
- 『みつばちマーヤのぼうけん』（ボンゼルス、宝文館） 1958
- 『天使の歌』（ヨハンナ・スピリ、あかね書房） 1960
- 『アルプスの少女』（スピリ、小学館） 1961
- 『バリ島の冒険』（ティスナ・ラスト、あかね書房） 1961
- 『人間の声 第二次世界大戦戦歿者の手紙と手記』（H・W・ベーア編、河出書房新社） 1962
- 『世界動物童話集』（J・グラビアンスキー編、講談社） 1963
- 『さすらいの少年』（ギーナ・ルック=パウケート、講談社） 1971
- 『イマーゴ』（シュピッテラー、主婦の友社、ノーベル文学賞全集） 1972
- 「アンデルセン童話全集」全5巻（小学館） 1980
  - 文庫判「完訳アンデルセン童話集」全8巻（小学館） 1986、のち新版
- 『わたしの少年のころ』（アンデルセン、実業之日本社） 1981
  - 『ぼくのものがたり アンデルセン自伝』（講談社）　2005
- 「完訳グリム童話集」全5巻（小学館） 1985、のち文庫

### ゲーテ
- 『ヘルマンとドロテーア』（ゲーテ、改造社、改造文庫） 1942
- 『ゲーテ格言集』（新潮社） 1943、のち文庫
- 『若きヴェルテルの悩み』（ゲーテ、郁文堂） 1947
- 『ウルファウスト』（ゲーテ、郁文堂書店） 1948
- 『ゲーテ名作集』1 - 5（郁文堂書店） 1948 - 1949
- 『ゲーテ詩集』（新潮社） 1948、のち文庫
- 『ゲーテ恋愛詩集』（郁文堂書店） 1949
- 『ファウスト』（ゲェテ、河出書房） 1951
- 「ゲーテ作品集」第1 - 7巻（創元社） 1951
- 「ゲーテ選集」全8巻（創元社） 1953

### ヘルマン・ヘッセ
- 『車輪の下』（ヘッセ、岩波文庫） 1938、のち新潮文庫
- 『デミアン』（ヘッセ、岩波文庫） 1939、のち新潮文庫
- 『春の嵐』（ヘッセ、新潮社） 1939、のち新潮文庫
- 『放浪と懐郷』（ヘッセ、新潮社） 1940
- 『世界文学をどう読むか』（ヘッセ、三笠書房） 1941、のち新潮文庫
- 『青春は美し』（ヘッセ、人文書院） 1950、のち新潮文庫
- 『乾草の月』（ヘッセ、人文書院） 1950、のち新潮文庫
- 『ヘッセ詩集』（新潮社） 1950、のち文庫
- 『知と愛』（ヘッセ、人文書院） 1951
- 『婚約 「小さい世界」より』（ヘッセ、人文書院） 1952、のち新潮文庫
- 『メルヒェン』（ヘッセ、人文書院） 1952、のち新潮文庫
- 『放浪』（ヘッセ、人文書院） 1953
- 『郷愁 ペーター・カーメンチント』（ヘッセ、河出新書） 1955、のち新潮文庫
- 『旋風』（ヘッセ、新潮文庫） 1955
- 『聖者と甘いパン』（ヘッセ、人文書院） 1955
- 『夢のあと』（ヘッセ、人文書院） 1955
- 『若き人々へ』（ヘッセ、人文書院） 1956
- 「ヘルマン・ヘッセ全集」全14巻（新潮社） 1957 - 1958、のち新版「ヘッセ全集」全10巻（新潮社） 1983
- 『内面への道 シッダールタ』（ヘッセ、新潮文庫） 1959
- 『湖畔のアトリエ』（ヘッセ、新潮文庫） 1959
- 『笛の夢 ヘルマン・ヘッセ童話集』（みすず書房） 1959
- 『幸福論』（ヘッセ、新潮文庫） 1977年[4]
- 『ヘッセからあなたへ メルヒェンと詩と水彩画』（ヘッセ、主婦の友社） 1978

#### エーリヒ・ケストナー
- 『点子ちゃんとアントン』（ケストナー、山本有三編、新潮社、世界名作選） 1936、のち岩波少年文庫
- 『エーミールと軽わざ師』（ケストナー、新潮社） 1950、のち改題『エーミールと三人のふたご』（岩波書店、ケストナー少年文学全集2）
- 『ふたりのロッテ』（ケストナー、岩波少年文庫） 1950
- 『五月三十五日』（ケストナー、中央公論社） 1953
- 『わたしが子どもだったころ』（ケストナー、みすず書房） 1958
- 『空想男爵の冒険』（ケストナー、みすず書房） 1960
- 『飛ぶ教室』（ケストナー、東京創元社） 1960
- 「ケストナー少年文学全集」全8巻（岩波書店） 1962

詳細作品はエーリヒ・ケストナーの項を参照
- 『ベルリン最後の日 1945年を忘れるな』（ケストナー、新潮社） 1962
- 『サーカスの小人とおじょうさん』（ケストナー、講談社） 1969
- 『子どもと子どもの本のために』（ケストナー、岩波書店） 1977、のち岩波同時代ライブラリー
- 『家庭薬局 ケストナー博士の叙情詩』（かど創房） 1983
- 『ケストナーの終戦日記』（駸々堂出版） 1985、のち福武文庫

### ヴィルヘルム・ハウフ
- 『隊商』（ヴィルヘルム・ハウフ、岩波文庫） 1940
- 『幽霊船』（ハウフ、中央公論社） 1950
- 『ハウフどうわ』（あかね書房） 1952
- 『こうの鳥になった王さま』（ハウフ、あかね書房） 1952

### H・M・デンネボルク
- 『ヤンと野生の馬』（H・M・デンネボルク、あかね書房） 1965、のち福武文庫
- 『小さなロバのグリゼラ』（デンネボルク、あかね書房） 1966、のち福武文庫
- 『雄ねこカスパー』（デンネボルク、あかね書房） 1967
- 『野生の馬バルタザル』（デンネボルク、あかね書房） 1970
- 『たからは天から落ちてはこない』（デンネボルク、あかね書房） 1970

## 記念論集
- 『ヘッセへの道 高橋健二古稀記念論文集』（新潮社） 1973